# Hurt
A Hurt magyarul Sért Jamala énekesnő kislemeze, mely 2012. december 18-án jelent meg az All or Nothing című nagylemezről.

## Résztvevők
- Jamala – ének, zene, vokál
- Tetyana Skbushevskaya – szerző
- Jevgeny Filatov – gyártó
- Jevgeny Filatov – producer

## Fordítás
- Ez a szócikk részben vagy egészben  a   Hurt (пісня) című ukrán Wikipédia-szócikk fordításán alapul.  Az eredeti cikk szerkesztőit annak laptörténete sorolja fel. Ez a jelzés csupán a megfogalmazás eredetét és a szerzői jogokat jelzi, nem szolgál a cikkben szereplő információk forrásmegjelöléseként.